# Milan Indoor
Milan Indoor je zaniklý mužský profesionální turnaj v tenise, který byl součástí okruhů World Championship Tennis, Grand Prix a poté několika kategorií ATP Tour – ATP Championship Series, ATP International Series Gold a ATP International Series.
Konal se každoročně v hale na koberci nejdříve mezi roky 1978 až 1997 v italském Miláně, poté v období 1998–2000 v britském hlavním městě Londýně a konečně v letech 2001–2005 opět v Miláně. V roce 2000 se hrálo na tvrdém povrchu.
Premiérový titul kariéry získal na tomto turnaji v únoru 2001 Švýcar Roger Federer.

## Kategorie turnaje
- 1978–1989: Grand Prix
- 1990–1992: World Series
- 1993–1997: Championship Series
- 2001–2005: International Series
- 1998–2000: International Series Gold

## Přehled vývoje názvu
- WCT Milan
- Cuore Tennis Cup
- Fila Trophy
- Stella Artois Indoor
- Muratti Time Indoors
- Italian Indoors
- Guardian Direct Cup
- AXA Cup
- Breil Milano Indoors
- ATP Indesit Milano Indoors
- Internazionali di Lombardia

## Přehled finále

### Mužská dvouhra
| Dějiště | Rok  | Vítěz               | Finalista           | Výsledek                  |
| ------- | ---- | ------------------- | ------------------- | ------------------------- |
| Milán   | 2005 | Robin Söderling     | Radek Štěpánek      | 6–3, 6–7(2–7), 7–6(7–5)   |
| Milán   | 2004 | Antony Dupuis       | Mario Ančić         | 6–4, 6–7(12–14), 7–6(7–5) |
| Milán   | 2003 | Martin Verkerk      | Jevgenij Kafelnikov | 6–4, 5–7, 7–5             |
| Milán   | 2002 | Davide Sanguinetti  | Roger Federer       | 7–6(7–2), 4–6, 6–1        |
| Milán   | 2001 | Roger Federer       | Julien Boutter      | 6–4, 6–7(7–9), 6–4        |
| Londýn  | 2000 | Marc Rosset         | Jevgenij Kafelnikov | 6–4, 6–4                  |
| Londýn  | 1999 | Richard Krajicek    | Greg Rusedski       | 7–6(8–6), 6–7(5–7), 7–5   |
| Londýn  | 1998 | Jevgenij Kafelnikov | Cédric Pioline      | 7–5, 6–4                  |
| Milán   | 1997 | Goran Ivanišević    | Sergi Bruguera      | 6–2, 6–2                  |
| Milán   | 1996 | Goran Ivanišević    | Marc Rosset         | 6–3, 7–6(7–3)             |
| Milán   | 1995 | Jevgenij Kafelnikov | Boris Becker        | 7–5, 5–7, 7–6(8–6)        |
| Milán   | 1994 | Boris Becker        | Petr Korda          | 6–2, 3–6, 6–3             |
| Milán   | 1993 | Boris Becker        | Sergi Bruguera      | 6–3, 6–3                  |
| Milán   | 1992 | Omar Camporese      | Goran Ivanišević    | 3–6, 6–3, 6–4             |
| Milán   | 1991 | Alexandr Volkov     | Cristiano Caratti   | 6–1, 7–5                  |
| Milán   | 1990 | Ivan Lendl          | Tim Mayotte         | 6–3, 6–2                  |
| Milán   | 1989 | Boris Becker        | Alexandr Volkov     | 6–1, 6–2                  |
| Milán   | 1988 | Yannick Noah        | Jimmy Connors       | 4–4skreč                  |
| Milán   | 1987 | Boris Becker        | Miloslav Mečíř      | 6–4, 6–3                  |
| Milán   | 1986 | Ivan Lendl          | Joakim Nyström      | 6–2, 6–2, 6–4             |
| Milán   | 1985 | John McEnroe        | Anders Järryd       | 6–4, 6–1                  |
| Milán   | 1984 | Stefan Edberg       | Mats Wilander       | 6–4, 6–2                  |
| Milán   | 1983 | Ivan Lendl          | Kevin Curren        | 5–7, 6–3, 7–6             |
| Milán   | 1982 | Guillermo Vilas     | Jimmy Connors       | 6–3, 6–3                  |
| Milán   | 1981 | John McEnroe        | Björn Borg          | 7–6, 6–4                  |
| Milán   | 1980 | John McEnroe        | Vidžaj Amritraž     | 6–1, 6–4                  |
| Milán   | 1979 | John McEnroe        | John Alexander      | 6–4, 6–3                  |
| Milán   | 1978 | Björn Borg          | Vitas Gerulaitis    | 6–3, 6–3                  |

### Mužská čtyřhra
| Dějiště | Rok  | Vítězové                             | Finalisté                             | Výsledek                  |
| ------- | ---- | ------------------------------------ | ------------------------------------- | ------------------------- |
| Milán   | 2005 | Daniele Bracciali Giorgio Galimberti | Arnaud Clément Jean-François Bachelot | 6–7(6–8), 7–6(8–6), 6–4   |
| Milán   | 2004 | Jared Palmer Pavel Vízner            | Daniele Bracciali Giorgio Galimberti  | 6–4, 6–4                  |
| Milán   | 2003 | Petr Luxa Radek Štěpánek             | Tomáš Cibulec Pavel Vízner            | 6–4, 7–6(7–4)             |
| Milán   | 2002 | Karsten Braasch Andrej Olchovskij    | Julien Boutter Max Mirnyj             | 3–6, 7–6(7–5), [12–10]    |
| Milán   | 2001 | Paul Haarhuis Sjeng Schalken         | Johan Landsberg Tom Vanhoudt          | 7–6(5), 7–6(7–4)          |
| Londýn  | 2000 | David Adams John-Laffnie de Jager    | Jan-Michael Gambill Scott Humphries   | 6–3, 6–7(7–9), 7–6(13–11) |
| Londýn  | 1999 | Tim Henman Greg Rusedski             | Byron Black Wayne Ferreira            | 6–3, 7–6(8–6)             |
| Londýn  | 1998 | Martin Damm Jim Grabb                | Jevgenij Kafelnikov Daniel Vacek      | 6–4, 7–5                  |
| Milán   | 1997 | Pablo Albano Peter Nyborg            | David Adams Andrej Olchovskij         | 6–4, 7–6                  |
| Milán   | 1996 | Andrea Gaudenzi Goran Ivanišević     | Guy Forget Jakob Hlasek               | 6–4, 7–5                  |
| Milán   | 1995 | Boris Becker Guy Forget              | Petr Korda Karel Nováček              | 6–2, 6–4                  |
| Milán   | 1994 | Tom Nijssen Cyril Suk                | Hendrik Jan Davids Piet Norval        | 4–6, 7–6, 7–6             |
| Milán   | 1993 | Mark Kratzmann Wally Masur           | Tom Nijssen Cyril Suk                 | 4–6, 6–3, 6–4             |
| Milán   | 1992 | Neil Broad David Macpherson          | Sergio Casal Emilio Sánchez           | 5–7, 7–5, 6–4             |
| Milán   | 1991 | Omar Camporese Goran Ivanišević      | Tom Nijssen Cyril Suk                 | 6–4, 7–6                  |
| Milán   | 1990 | Omar Camporese Diego Nargiso         | Tom Nijssen Udo Riglewski             | 6–4, 6–4                  |
| Milán   | 1989 | Jakob Hlasek John McEnroe            | Balázs Taróczy Heinz Günthardt        | 6–3, 6–4                  |
| Milán   | 1988 | Boris Becker Eric Jelen              | Miloslav Mečíř Tomáš Šmíd             | 6–3, 6–3                  |
| Milán   | 1987 | Boris Becker Slobodan Živojinović    | Sergio Casal Emilio Sánchez           | 3–6, 6–3, 6–4             |
| Milán   | 1986 | Colin Dowdeswell Christo Steyn       | Brian Levine Laurie Warder            | 6–3, 4–6, 6–1             |
| Milán   | 1985 | Heinz Günthardt Anders Järryd        | Broderick Dyke Wally Masur            | 6–2, 6–1                  |
| Milán   | 1984 | Tomáš Šmíd Pavel Složil              | Kevin Curren Steve Denton             | 6–4, 6–3                  |
| Milán   | 1983 | Tomáš Šmíd Pavel Složil              | Fritz Buehning Peter Fleming          | 6–2, 5–7, 6–4             |
| Milán   | 1982 | Heinz Günthardt Peter McNamara       | Mark Edmondson Sherwood Stewart       | 7–6, 7–6                  |
| Milán   | 1981 | Brian Gottfried Raúl Ramírez         | John McEnroe Peter Rennert            | 7–6, 6–3                  |
| Milán   | 1980 | Peter Fleming John McEnroe           | Andrew Pattison Butch Walts           | 6–4, 6–3                  |
| Milán   | 1979 | Peter Fleming John McEnroe           | José Luis Clerc Tomáš Šmíd            | 6–1, 6–3                  |
| Milán   | 1978 | José Higueras Víctor Pecci           | Wociech Fibak Raúl Ramírez            | 6–3, 7–5                  |

### Dvouhra žen
| Rok  | Vítězka         | Finalistka          | Výsledek      |
| ---- | --------------- | ------------------- | ------------- |
| 1991 | Monika Selešová | Martina Navrátilová | 6–3, 3–6, 6–4 |

### Ženská čtyřhra
| Rok  | Vítězky                         | Finalistky                             | Výsledek |
| ---- | ------------------------------- | -------------------------------------- | -------- |
| 1991 | Sandy Collinsová Lori McNeilová | Sabine Appelmansová Raffaella Reggiová | 7–6, 6–3 |